# Y'All Want a Single
 'Y'All Want a Single' - пісня ню-метал-групи Korn і третій сингл з їх шостого студійного альбому,Take A Look In The Mirror.

## Відео
Відео, зняте Ендрюсом Дженкінсом, демонструвало як натовп фанатів знищують музичний магазин і показувалися різні факти про музичної індустрії.
Відео починається з того, що всі музиканти Korn входять в музичний магазин і знищують всі музичні диски і касети, і розбирають стелажі і полиці, на яких вони стояли. Протягом відео на екрані з'являються факти, які критикують музичну індустрію і великі лейбли. Зйомка одного цього відео коштувала $ 150,000.

## Додаткові факти
- Пісня була обрана як сингл за результатами голосування на офіційному форумі групи.
- При загальній тривалості в 3:17, пісня містить 65 вживань слова «fuck», хоча в відеоверсії слово було замінено на «suck».